# Dendrobium limii
Dendrobium limii är en orkidéart som beskrevs av Jeffrey James Wood. Dendrobium limii ingår i släktet Dendrobium, och familjen orkidéer. Inga underarter finns listade i Catalogue of Life.